# Andy Töfferl
Andreas „Andy“ Töfferl (* 24. Juli 1955 in Wolfsberg, Kärnten; † 5. Mai 2012 in Graz, Steiermark) war ein österreichischer Multiinstrumentalist, Schauspieler und Unterhaltungskünstler. Von 1990 bis 2001 war er Mitglied der Band Erste Allgemeine Verunsicherung und unter anderem Kollege von Franz Zettl.

## Leben
Töfferl absolvierte eine Ausbildung zum Kaufmännischen Angestellten. Bereits als Jugendlicher beherrschte er mehrere Musikinstrumente. In den 1980er Jahren gründete er die Andy J. Sam Phoenix Gang und eröffnete in Graz das Sam-Sportstudio.
1986 ging Töfferl eine Ehe ein, aus der eine Tochter stammt, und ließ sich zwei Jahre später scheiden.
Im Sommer 1990 wurde er in der EAV Nachfolger von Keyboarder Mario Bottazzi, der die EAV aus privaten Gründen verlassen hatte. Bekannt wurde er vor allem durch seine schauspielerischen Rollen, die er unter anderem auf der Neppomuk-Tournee im Jahr 1990 erstmals aufführte.
Töfferl trennte sich 2001 gemeinsam mit Franz Zettl, mit dem er seit 1992 arbeitete, von der Band, um für seine eigenen Showprogramme wie Die Andy Töfferl Show und Las Vegraz Show, bei denen Franz Zettl mitwirkte, mehr Zeit zu haben. Am 26. August fand im Hochrheinstadion in Bad Säckingen das letzte gemeinsame Konzert von Töfferl und Zettl mit der EAV statt. Franz Kreimer, ein Gründungsmitglied der Ausseer Hardbradler, wurde sein Nachfolger.

## Tod
Am Morgen des 5. Mai 2012 erlitt Töfferl beim Fernsehen einen schweren Herzinfarkt infolge eines geplatzten Aneurysmas und fiel in ein Koma. Er starb im Kreise seiner Familie im LKH-Universitätsklinikum Graz. Die EAV erhielt diese Nachricht, während sie in Deutschland auf Tournee war. Er wurde am 12. Mai 2012 in seinem letzten Wohnort Fernitz beigesetzt.